# نهائي كأس الولايات المتحدة المفتوح 2014
نهائي كأس لامار هانت المفتوحة للولايات المتحدة 2014 (بالإنجليزية: The 2014 Lamar Hunt U.S. Open Cup Final)‏ هي مباراة كرة قدم أقيمت في 16 سبتمبر 2014، في بي بي إل بارك في تشيستر، بنسلفانيا. وهي بطولة مفتوحة أمام الفرق الهواة والاحترافية المرتبطة بالاتحاد الأمريكي لكرة القدم. كانت هذه النسخة هي النسخة رقم 101 من أقدم منافسة في كرة القدم في الولايات المتحدة. انتصر فريق سياتل ساوندرز إف سي في المباراة، حيث تغلب على فريق فيلادلفيا يونيون. حضر المباراة 15,256 مشجعًا شاهدوا الفريقين يذهبان إلى وقت إضافي متعادلين 1-1 قبل أن يسجل ساوندرز هدفين إضافيين لينتهي اللقاء بفوزهم 3-1.

## الطريق إلى النهائي
كأس الولايات المتحدة المفتوحة هي منافسة سنوية في كرة القدم الأمريكية تفتح أبوابها أمام جميع الفرق المنتسبة إلى الاتحاد الأمريكي لكرة القدم، بدءًا من الفرق الهاوية للبالغين وصولاً إلى الأندية المحترفة في دوري الدوريات الكبرى الأمريكي. كانت منافسة عام 2014 هي النسخة رقم 101 من أقدم بطولة كرة القدم في الولايات المتحدة. وفي الموسم الثالث على التوالي، حصلت جميع الفرق الأمريكية المتمركزة في دوري الدوريات الكبرى الأمريكي على التأهل التلقائي إلى الجولة الثالثة من البطولة. في السابق، كان بإمكان ثماني فرق من دوري الدوريات الكبرى الأمريكي التأهل إلى البطولة: ست فرق بشكل تلقائي استنادًا إلى نتائج الدوري في العام السابق، وفرقتين أخريتين من خلال بطولة تصفية.

## إتحاد فيلادلفيا
قد شهدت فرق من فيلادلفيا والمنطقة المجاورة تاريخًا ناجحًا في كأس الولايات المتحدة المفتوحة: ففي الفترة بين عامي 1915 و 1926، حصد نادي بيتلهيم ستيل الرياضي خمسة ألقاب، فيما فاز نادي (Uhrik Truckers) في عام 1936، وحصد نادي الأوكرانيين في فيلادلفيا اللقب أربع مرات خلال ستينيات القرن العشرين. وزي الفريق في هذه البطولة، والذي تم ارتداؤه طوال المسابقة، كان يتضمن حرف "ب" كبير في الزاوية السفلية اليسرى لتكريم بيتلهيم.